# Scapheremaeus striatomarginatus
Scapheremaeus striatomarginatus är en kvalsterart som beskrevs av Hammer 1979. Scapheremaeus striatomarginatus ingår i släktet Scapheremaeus och familjen Cymbaeremaeidae. Inga underarter finns listade i Catalogue of Life.